# Bandes originales des Nouvelles Aventures de Sabrina
Les Nouvelles Aventures de Sabrina (Chilling Adventures of Sabrina) est une série télévisée américaine diffusée sur le service Netflix et adaptée de la série de comics Sabrina, l'apprentie sorcière de l'éditeur Archie Comics et plus précisément de son spin-off horrifique intitulé Chilling Adventures of Sabrina. Elle suit les aventures de Sabrina Spellman, une adolescente mi-sorcière, mi-mortelle. Sans être une série musicale, la musique est un élément récurrent de la série.
WaterTower Music est chargé de la publication des albums. Cet article présente les bandes originales de la série.

## Généralités
| Saison | Album                                    | Nombre de pistes | Dates de sortie  | Format                      | Label                                                         |
| ------ | ---------------------------------------- | ---------------- | ---------------- | --------------------------- | ------------------------------------------------------------- |
| 1      | Selections from the Netflix Series       | 4                | 15 mars 2019     | Téléchargement Streaming    | Archie Studios WaterTower Music                               |
| 1      | Original Television Soundtrack           | 19               | 5 avril 2019     | Téléchargement Streaming    | Archie Studios WaterTower Music                               |
| 1      | Original Television Score                | 24               | 16 août 2020     | CD Téléchargement Streaming | Archie Studios WaterTower Music La-La Land Records (physique) |
| 1      | Original Television Score and Soundtrack | 43               | 16 août 2020     | Vinyle                      | Archie Studios WaterTower Music Waxwork Records               |
| 2      | Straight To Hell (single)                | 1                | 9 janvier 2020   | Téléchargement Streaming    | Archie Studios WaterTower Music                               |
| 2      | Original Television Soundtrack - Part 3  | 6                | 24 janvier 2020  | Téléchargement Streaming    | Archie Studios WaterTower Music                               |
| 2      | Original Television Soundtrack - Part 4  | 7                | 1er janvier 2021 | Téléchargement Streaming    | Archie Studios WaterTower Music                               |

## Première saison

### Selections from the Netflix Series
| 1.   | Always Is Always Forever    | Kiernan Shipka, Tati Gabrielle, Adeline Rudolph et Abigail Cowen | 0:51 |
| 2.   | Queen Freya Hymnal          | Adeline Rudolph et Abigail Cowen                                 | 1:40 |
| 3.   | Blest Be The Tie That Binds | Jaz Sinclair                                                     | 2:38 |
| 4.   | Do-Re-Mi                    | Miranda Otto, Tati Gabrielle, Abigail Cowen et Gavin Leatherwood | 1:20 |
| 6:21 |                             |                                                                  |      |

### Original Television Soundtrack
| 1.    | Main Title (Chilling Adventures of Sabrina) | Adam Taylor                                                                                             | 1:39 |
| 2.    | Bad Moon Rising                             | Creedence Clearwater Revival                                                                            | 2:21 |
| 3.    | I Put a Spell on You                        | Sylvia Black                                                                                            | 2:40 |
| 4.    | Terrible Thing                              | AG | 3:38 |
| 5.    | Sixteen Candles                             | The Stray Cats                                                                                          | 2:54 |
| 6.    | New Kind Of Kick                            | The Cramps                                                                                              | 3:29 |
| 7.    | Always Is Always Forever                    | Kiernan Shipka, Tati Gabrielle, Adeline Rudolph et Abigail Cowen                                        | 0:51 |
| 8.    | Black Magic Woman                           | VCTRYS                                                                                                  | 3:08 |
| 9.    | Dream A Little Dream                        | Pink Martini, The Von Trapps, Gus Kahn, Fabian Andre et Wilbur Schwandt                                 | 3:53 |
| 10.   | Queen Freya Hymnal                          | Adeline Rudolph et Abigail Cowen                                                                        | 1:40 |
| 11.   | Blest Be The Tie That Binds                 | Jaz Sinclair                                                                                            | 2:38 |
| 12.   | Do-Re-Mi                                    | Miranda Otto, Tati Gabrielle, Abigail Cowen et Gavin Leatherwood                                        | 1:20 |
| 13.   | A Little Wicked                             | Valerie Broussard                                                                                       | 3:28 |
| 14.   | Girl U Want                                 | Devo | 2:59 |
| 15.   | Gently Break It                             | Beck Pete                                                                                               | 3:37 |
| 16.   | Under The Stars                             | Aquamarine                                                                                              | 3:33 |
| 17.   | Divine Love to Kill Fascism                 | Peter Matthew Bauer                                                                                     | 5:46 |
| 18.   | Lavender Blue (Dilly Dilly)                 | Alvina August                                                                                           | 1:19 |
| 19.   | Masquerade                                  | Kiernan Shipka, Ross Lynch, Lucy Davis, Jaz Sinclair, Tati Gabrielle, Gavin Leatherwood et Miranda Otto | 2:04 |
| 52:56 |                                             | |      |

### Original Television Score
| 1.    | Main Title (Chilling Adventures of Sabrina) | 1:39 |
| 2.    | Sabrina and Harvey                          | 1:24 |
| 3.    | Hello Half Breed                            | 1:14 |
| 4.    | I Can’t Just Vanish                         | 1:30 |
| 5.    | Hello Boys                                  | 0:45 |
| 6.    | Malum Malice                                | 1:23 |
| 7.    | Harvey Looks for a Witchmark                | 1:52 |
| 8.    | Academy of the Dark Arts                    | 1:32 |
| 9.    | Madame Satan                                | 0:57 |
| 10.   | Flashback at the Mines                      | 1:36 |
| 11.   | Astral Projection                           | 0:48 |
| 12.   | Secret Bookclub                             | 0:56 |
| 13.   | The Acheron                                 | 2:09 |
| 14.   | Sabrina Tells Harvey Everything             | 5:54 |
| 15.   | The Hunt Begins                             | 0:56 |
| 16.   | Blackwood’s Twins                           | 0:49 |
| 17.   | One Last Kiss                               | 2:25 |
| 18.   | Sabrina’s Dream of the Birth                | 1:03 |
| 19.   | Sabrina vs. Ambrose                         | 1:30 |
| 20.   | The Temptation of Sabrina Spellman          | 1:02 |
| 21.   | Nick Levitates Sabrina                      | 2:16 |
| 22.   | Ambrose Kills Aunties and Sabrina           | 2:16 |
| 23.   | The Witch Hunters                           | 2:22 |
| 24.   | Sabrina, Sword of Satan                     | 3:48 |
| 42:34 |                                             |      |

### Original Television Score and Soundtrack
Il s'agit d'une édition vinyle composée de trois disques qui réunissent les deux albums Original Television Score et Original Television Soundtrack de la première saison. Cette édition contient des illustrations inédites de Robert Hack, dessinateur du comics dont est adapté la série, ainsi que trois disques de couleurs : rouge, orange et jaune.

## Deuxième saison

### Straight To Hell
Pour la promotion de la première partie de la seconde saison, un single et un clip vidéo ont été publiés le 9 janvier 2020 par Netflix. 
Interprétée par Kiernan Shipka, sous le nom de Sabrina Spellman, et composé par Lovecraft, la chanson s'intitule Straight To Hell. Il s'agit d'une version modifiée de la chanson Skeleton Sam, issue de l'album This Is Halloween - Volume 1 de Lovecraft.

### Original Television Soundtrack - Part 3
| 1.    | My Sharona                | Jaz Sinclair | 2:27 |
| 2.    | Teenage Dirtbag           | Jaz Sinclair et Lachlan Watson | 3:26 |
| 3.    | The Song of Purple Summer | Kiernan Shipka, Miranda Otto, Lucy Davis, Chance Perdomo, Tati Gabrielle, Adeline Rudolph, Abigail Cowen, Tyler Cotton et Emily Haine | 3:33 |
| 4.    | By the Sea                | Lucy Davis et Alessandro Juliani | 1:54 |
| 5.    | Hey Mickey                | Kiernan Shipka, Jaz Sinclair et Jasmine Vega                                                                                          | 2:09 |
| 6.    | Tender Shepherd           | Lucy Davis, Miranda Otto, Chance Perdomo et Tati Gabrielle                                                                            | 1:41 |
| 15:20 |                           | |      |

### Original Television Soundtrack - Part 4
| 1.    | Radio Ga Ga                | Ross Lynch, Jaz Sinclair, Lachlan Watson et Jonathan Whitesell       | 3:26 |
| 2.    | Sixteen Going on Seventeen | Kiernan Shipka et Gavin Leatherwood                                  | 2:58 |
| 3.    | Tomorrow Belongs to Me     | Gavin Leatherwood, Tyler Cotton et Mellany Barros                    | 2:22 |
| 4.    | Total Eclipse of the Heart | Kiernan Shipka, Ross Lynch, Jaz Sinclair et Lachlan Watson           | 3:05 |
| 5.    | PartyTime                  | Riker Lynch, Sarah Corrigan, Conor Stinson O'Gorman et Nicco Del Rio | 2:20 |
| 6.    | Sweet Child O' Mine        | Kiernan Shipka, Gavin Leatherwood, Tati Gabrielle et Chance Perdomo  | 2:46 |
| 7.    | Time Warp                  | Ross Lynch, Jaz Sinclair, Lachlan Watson et Jonathan Whitesell       | 2:46 |
| 19:44 |                            |                                                                      |      |